# Mahdi Fatehi
Mahdi Fatehi (né le 21 mars 1982) est un graphiste iranien, directeur artistique, affichiste et illustrateur, et fondateur du Studio Fa. 

## Biographie
Mahdi Fatehi est né en 1982 à Téhéran. Diplômé de l’université d’art Azad en Master de design graphique en 2005, il a poursuivi son métier d’affichiste pour le cinéma et le théâtre. Il a remporté de nombreux prix internationaux tels le Prix de bronze à la 10e édition de International Poster Triennial, Toyama, Japon, Premier prix à la 35e édition du festival international des affiches du théâtre Fadjr, Téhéran, Iran, Prix de bronze à la 8e Triennale internationale de l’affiche de scène , Sofia, Bulgarie. Depuis 2007, il enseigne dans les universités d’art de Téhéran, en Iran. Il a également organisé 4 expositions d’affiches solo à Téhéran, Ispahan, Arak et Paris. Mehdi Fatehi a participé à plus de 40 biennales internationales à travers le monde. Il est membre de l’Institut pour la promotion des arts visuels et membre de Theatre Poster Designers Society.

## Récompenses et honneurs
- 2016 : Prix de bronze à la 8e Triennale Internationale de l’Affiche de Scène Sofia, Bulgarie [1]
- 2016 : 1er Prix à la 35e édition du festival international des affiches du théâtre Fadjr, Téhéran, Iran [2]
- 2013 : Mention d’Honneur au 14e Bi-International ennial of Theatre Poster, Rzeszow, Pologne[3].
- 2012 :  Prix de bronze au 10e International Poster Triennial, Toyama, Japon [4]
- 2012 : 2e Prix au 31e édition du festival international des affiches du théâtre Fadjr, Téhéran, Iran
- 2011 : Prix de l’Affiche à "Image de l’Année", Téhéran, Iran [5]
- 2010 : Exposition annuelle de livres graphiques en Iran, Téhéran, Iran